# Domänenpächterhaus Lietzow

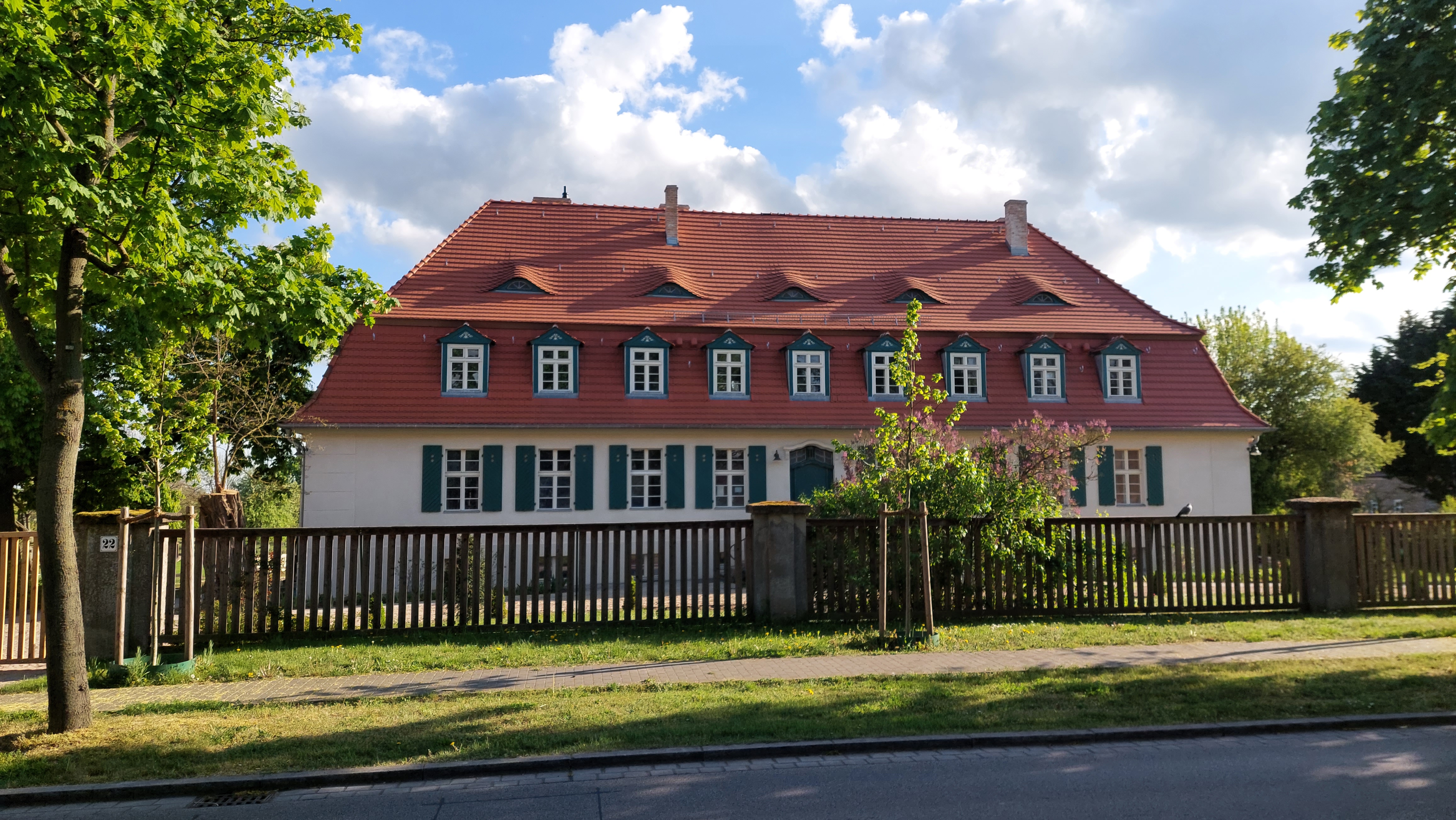
Das ehemalige Domänenpächterhaus (April 2022)

Das Domänenpächterhaus Lietzow ist ein Gutshaus in Lietzow, Ortsteil der Stadt Nauen im brandenburgischen Landkreis Havelland. Das in der Hamburger Chaussee 22 befindliche Gebäude steht unter Denkmalschutz.

## Geschichte
Über die im Staatsbesitz befindliche Domäne Lietzow wurde am 14. Februar und 1. Mai 1917 ein Pachtvertrag mit dem Oberamtmann Max Voigt für die Periode von Juni 1918 bis 1. Juli 1936 abgeschlossen. Die Pacht beinhaltete – nach Titel des Pachtvertrags – die Domäne mit der zu ihr gehörenden Fischerei-, Rohr- und Streusselnutzung im Havelländischen Luch […] mit Nachtragsverträgen und Jagdpachtverträgen. Zu Beginn der Pacht existierte bereits ein kleineres Pächterwohnhaus nördlich der Hamburger Chaussee, welches in den 1980er-Jahren abgebrochen wurde.
Anfang der 1920er-Jahre wurde im Auftrag Max Voigts dann das noch heute bestehende Pächterwohnhaus südlich der Hamburger Chaussee errichtet und dabei auch der bereits bestehende Gutspark umgestaltet. Erhalten sind Bauzeichnungen des Regierungsbaurats von Nauen, die Aufschluss über die damalige Zimmerverteilung geben. Im Keller sollten demnach unter anderem eine Waschküche mit Plättstube und einer Rollkammer sowie ein Heizungsraum untergebracht werden. Die Zeichnungen des Erdgeschosses enthalten einen erhöhten Vorplatz, eine Terrasse, Wohn-, Damen-, Arbeits- und Speisezimmer sowie einen Salon, eine Anrichte, eine Küche mit Speisekammer, eine Kleiderablage, ein Mamsell und ein Badezimmer. Im Obergeschoss wurden Fremdenzimmer, Kinderzimmer, Ankleidezimmer, Dienstbotenzimmer sowie das Elternschlafzimmer und ein weiteres Badezimmer untergebracht. Vermutlich mit dem Ende des Zweiten Weltkriegs endete dann auch die Nutzung des Gebäudes als Pächterwohnhaus. Zu DDR-Zeiten war im Gebäude ein Kindergarten untergebracht. Nach der Wende war das Gebäude ungenutzt und dem Verfall preisgegeben.
2008 wurde das Gebäude an einen neuen Eigentümer verkauft, der dort zunächst den Betrieb einer Unterkunft mit Gastronomie plante. In den folgenden Jahren gab es kaum sichtbare Veränderungen. 2011 führte der Eigentümer die Fläche, auf der sich zuvor der Park befand, sowie das Grundstück, auf dem das Pächterwohnhaus steht, wieder zusammen. Beide Flächen hatten zuvor unterschiedlichen Eigentümern gehört. Im Rahmen der Sanierungsarbeiten wurden unter anderem originale Farbgestaltungen wiederhergestellt, indem alte Farbschichten freigelegt wurden, so zum Beispiel bei den Fenstergauben. Geplant wurde eine Nutzung als Unterkunft, in der auch Veranstaltungen durchgeführt werden können. Im Obergeschoss entstanden dazu zehn Zimmer mit Bad, im Erdgeschoss wurden Aufenthaltsbereiche eingerichtet. Im Keller wurden zwei Ferienwohnungen errichtet.

## Architektur und Gelände
Das Domänenpächterhaus wird in die erste Hälfte der 1920er-Jahre datiert. Es handelt sich um ein traufständiges, massiv aus Ziegeln errichtetes Gebäude mit rechteckigem Grundriss und einem außergewöhnlich hohen Mansardwalmdach. Über neun Dachgauben auf der der Straße zugewandten Seite befinden sich fünf weitere Fledermausgauben. Die verputzte Fassade ist schlicht und frei von auffälligen ornamentalen Verzierungen. Der Haupteingang befindet sich in der Mitte der straßenseitigen Fassade und ist über eine Freitreppe zu erreichen. Ebenfalls über eine Freitreppe zu erreichen ist der auf der gegenüberliegenden, dem Park zugewandten Seite liegende Vorbau, der auf Säulen einen Balkon trägt.
Im hinteren Bereich des Gutsparks befindet sich ein derzeit trockener Teich mit einer Insel, die über eine Brücke zu erreichen ist. Dieser ist möglicherweise bereits im Schmettauschen Kartenwerk zu sehen, welches zwischen 1767 und 1787 erstellt wurde. Im Ursprung handelt es sich bei der fast quadratischen Anlage um eine mittelalterliche Wasserburg und wird dem frühdeutschen Mittelalter zugeordnet. Nördlich der ehemaligen Wasserburg wurden spätslawische Keramikscherben gefunden.